# Voskressénovka (Sakhalín)
|  | Per a altres significats, vegeu «Voskressénovka». |

Voskressénovka (en rus: Воскресеновка) és un poble de l'óblast de Sakhalín, a Rússia, el 2013 tenia 716 habitants. Pertany al districte municipal de Tímovskoie.